# Liste der Regional- und Landesverbände des Deutschen Fußball-Bundes

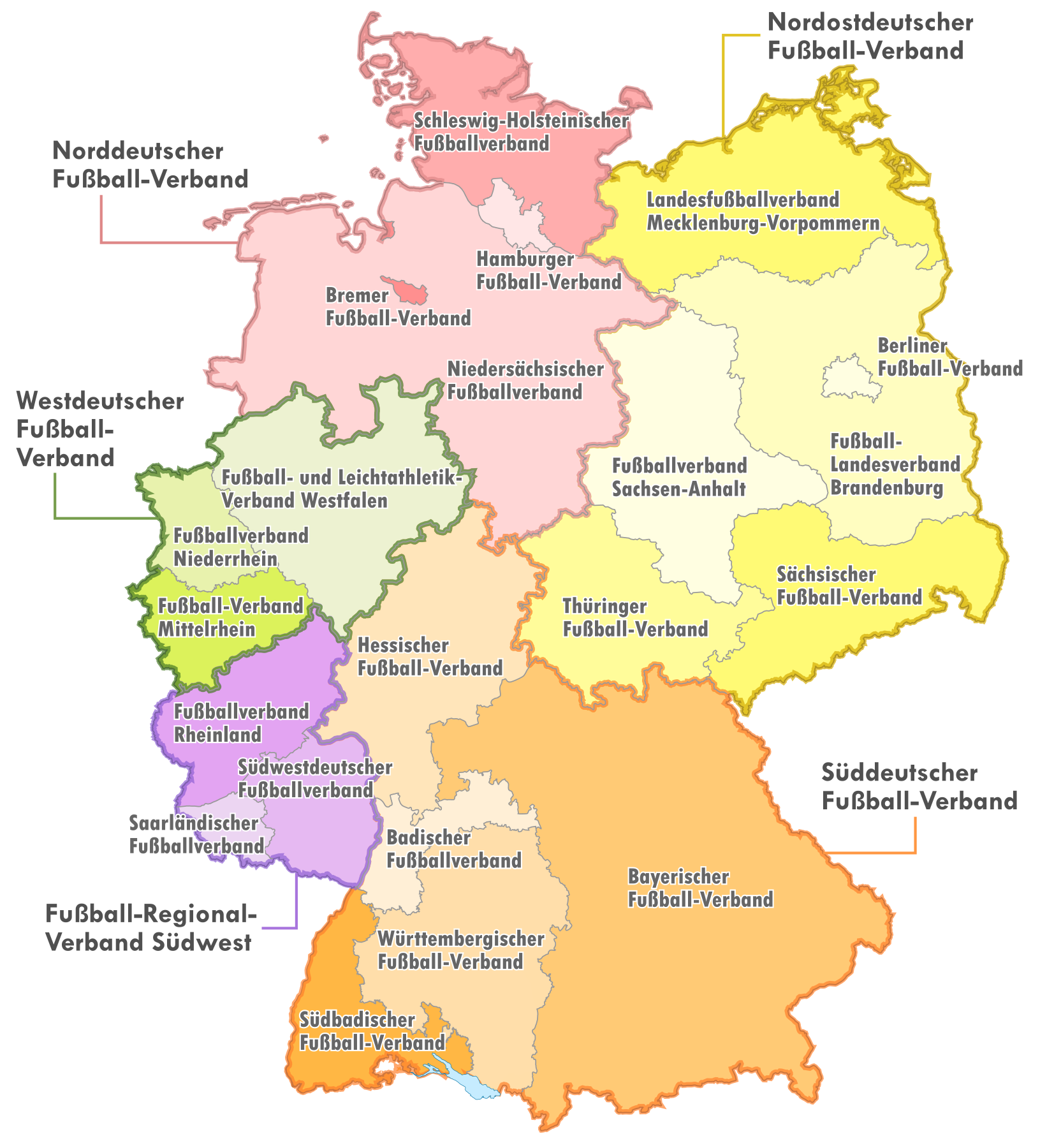
Die fünf Regionalverbände des DFB und deren Untergliederung in insgesamt 21 Landesverbände

Fünf Regionalverbände und 21 Landesverbände gehören dem Deutschen Fußball-Bund als Mitglieder an.
In den 21 Landesverbänden sind 24.154 Vereine mit insgesamt 7.364.775 Mitgliedern organisiert. Ein Regionalverband bildet sich aus dem Zusammenschluss mehrerer Landesverbände. Der Großteil der  Regionalligen wird von einem der Regionalverbände organisiert. Die Landesverbände organisieren in ihrem Verbandsgebiet den Spielbetrieb unabhängig.

## Regionalverbände
| Abk.        | Regionalverband                  | LV | Vereine | Mitglieder |
| ----------- | -------------------------------- | -- | ------- | ---------- |
| SFV         | Süddeutscher Fußball-Verband     | 5  | 9.624   | 3.242.157  |
| WDFV        | Westdeutscher Fußballverband     | 3  | 4.260   | 1.857.652  |
| NFV         | Norddeutscher Fußball-Verband    | 4  | 3.749   | 1.039.678  |
| FRVS        | Fußball-Regional-Verband Südwest | 3  | 2.414   | 506.624    |
| NOFV        | Nordostdeutscher Fußballverband  | 6  | 4.107   | 718.664    |
| Stand: 2023 |                                  |    |         |            |

## Landesverbände
| Abk.        | Landesverband                                 | RV   | Höchste Spielklasse                 | Höchste Spielklasse | Vereine | Mitglieder |
| Abk.        | Landesverband                                 | RV   | Liga                                | Ebene               | Vereine | Mitglieder |
| ----------- | --------------------------------------------- | ---- | ----------------------------------- | ------------------- | ------- | ---------- |
| BFV         | Badischer Fußballverband                      | SFV  | Verbandsliga Baden                  | VI                  | 615     | 203.875    |
| SBFV        | Südbadischer Fußballverband                   | SFV  | Verbandsliga Südbaden               | VI                  | 695     | 309.020    |
| WFV         | Württembergischer Fußballverband              | SFV  | Verbandsliga Württemberg            | VI                  | 1.772   | 550.862    |
| HFV         | Hessischer Fußball-Verband                    | SFV  | Hessenliga                          | V                   | 2.088   | 586.302    |
| BFV         | Bayerischer Fußball-Verband                   | SFV  | Regionalliga Bayern                 | IV                  | 4.454   | 1.592.098  |
| SWFV        | Südwestdeutscher Fußballverband               | FRVS | Verbandsliga Südwest                | VI                  | 1.044   | 232.699    |
| FVR         | Fußballverband Rheinland                      | FRVS | Rheinlandliga                       | VI                  | 1.008   | 176.685    |
| SFV         | Saarländischer Fußballverband                 | FRVS | Saarlandliga                        | VI                  | 362     | 97.240     |
| FVM         | Fußball-Verband Mittelrhein                   | WDFV | Mittelrheinliga                     | V                   | 1.051   | 404.119    |
| FVN         | Fußballverband Niederrhein                    | WDFV | Oberliga Niederrhein                | V                   | 1.130   | 438.097    |
| FLVW        | Fußball- und Leichtathletik-Verband Westfalen | WDFV | Oberliga Westfalen                  | V                   | 2.079   | 1.015.436  |
| SHFV        | Schleswig-Holsteinischer Fußballverband       | NFV  | Oberliga Schleswig-Holstein         | V                   | 564     | 172.584    |
| HFV         | Hamburger Fußball-Verband                     | NFV  | Oberliga Hamburg                    | V                   | 396     | 211.841    |
| BFV         | Bremer Fußball-Verband                        | NFV  | Bremen-Liga                         | V                   | 88      | 42.829     |
| NFV         | Niedersächsischer Fußballverband              | NFV  | Oberliga Niedersachsen              | V                   | 2.701   | 612.424    |
| LFV         | Landesfußballverband Mecklenburg-Vorpommern   | NOFV | Verbandsliga Mecklenburg-Vorpommern | VI                  | 479     | 66.420     |
| FSA         | Fußballverband Sachsen-Anhalt                 | NOFV | Verbandsliga Sachsen-Anhalt         | VI                  | 708     | 91.575     |
| BFV         | Berliner Fußball-Verband                      | NOFV | Berlin-Liga                         | VI                  | 371     | 187.142    |
| FLB         | Fußball-Landesverband Brandenburg             | NOFV | Brandenburgliga                     | VI                  | 659     | 101.096    |
| TFV         | Thüringer Fußball-Verband                     | NOFV | Thüringenliga                       | VI                  | 1.019   | 101.361    |
| SFV         | Sächsischer Fußball-Verband                   | NOFV | Sachsenliga                         | VI                  | 871     | 171.070    |
| Stand: 2023 |                                               |      |                                     |                     |         |            |

Die Zuständigkeitsgebiete von 13 Landesverbänden entsprechen jeweils nahezu den Grenzen der namensgebenden Bundesländer. Rheinland-Pfalz dagegen ist in die beiden Landesverbände Rheinland (FVR) und Südwest (SWFV) aufgeteilt. Baden-Württemberg ist in die drei Landesverbände Baden (BFV), Südbaden (SBFV) und Württemberg (WFV) gegliedert. Nordrhein-Westfalen unterteilt sich in Niederrhein (FVN), Mittelrhein (FVM) und Westfalen (FLVW). Weitere Ausnahmen sind die Zuordnung der Vereine des Kreises Pinneberg zum Hamburger Fußballverband sowie einiger Vereine aus Bayern zum Württembergischen Fußballverband oder zum Hessischen Fußball-Verband.